# Богиня демократии
Богиня демократии (трад.: 民主女神; пиньинь: mínzhǔ nǚshén) — десятиметровая статуя, установленная на площади Тяньаньмэнь в Пекине, Китай во время событий на площади Тяньаньмэнь 1989 года. Статуя была создана за 4 дня студентами Академии искусств Пекина из пенопласта и папье-маше поверх металлической арматуры. Была уничтожена китайской армией 4 июня 1989 при подавлении демонстраций. С тех пор было создано несколько её копий, которые находятся в разных городах мира.